# Кондратюк Василь Федорович
Василь Федорович Кондратюк (15 вересня 1926, Лип'ятин — 27 жовтня 1991, Львів) — український майстер художньої кераміки; член Спілки художників України з 1967 року.

## Біографія
Народився 15 вересня 1926 року в селі Лип'ятині (тепер Хмільницький район Вінницької області, Україна). У 1955 році закінчив Львівське училище прикладного мистецтва. Член КПРС з 1959 року. 1965 року закінчив Львівський інститут прикладного та декоративного мистецтва (викладачі Юрій Лащук, Тарас Порожняк, Роман Сельський, Микола Чалий). Брав участь у республіканських виставках з 1964 року, всесоюзних — з 1968 року. У 1968–1991 роках — завідувач керамічного цеху Львівської експериментальної кераміко-скульптурної фабрики.
Жив у Львові в будинку на вулиці Чумацькій, 10, квартира 3. Помер у Львові 27 жовтня 1991 року.

## Творчість
Працював в галузі художньої кераміки. Виготовляв з кам'яної маси та шамоту:
- декоративний і побутовий посуд у вигляді тварин і птахів: «Лев», «Олень», «Кінь», «Цап», «Півень», «Баран», «Жирафа», «Птах»;
- вази, набори для напоїв: «Пава», «Гуцул», «Гуцулка».

Співавтор:
- декоративного панно для Рівненської АЕС (1985);
- декоративних ваз для Московського інституту міжнародних відносин (1987).